# Ozan Kabak
Ozan Kabak, né le 25 mars 2000 à Ankara, est un footballeur international turc qui joue au poste de défenseur central au TSG Hoffenheim.

## Biographie

### En club

#### Galatasaray (2018-2019)
Le 1er juillet 2017, il signe son premier contrat professionnel avec le Galatasaray SK et est donc lié au club jusqu'au 30 juin 2020. C'est quasiment un an plus tard, le 12 mai 2018, qu'il joue son premier match avec Galatasaray, il rentre notamment en jeu à la 91e minute face au Yeni Malatyaspor, le club stambouliote remporte la victoire 2 à 0.
Il dispute son premier match en tant que titulaire le 14 septembre 2018, lors de la rencontre de championnat opposant Galatasaray à Kasımpaşa et qui voit Galatasaray remporter la partie sur le score de 4 à 1.
Le 24 octobre 2018, Kabak dispute son premier match en Ligue des champions à l'occasion de la rencontre de la phase de groupe, opposant Galatasaray à Schalke 04 qui voit les deux formations se quitter sur le score nul et vierge de 0 à 0.

#### VfB Stuttgart (2019)
Le 17 janvier 2019, il signe un contrat de quatre saisons et demi avec le club allemand du VfB Stuttgart. Le montant du transfert, non dévoilé, avoisinerait la dizaine de millions d'euros.
En mars 2019, Ozan Kabak est élu "rookie du mois" grâce à de grosses performances face au Hanovre 96 et TSG Hoffenheim. Il est finalement élu rookie de la saison (meilleur espoir de la saison), alors qu'il n'a rejoint la Bundesliga qu'à la mi-saison.
Malheureusement, il n'arrivera pas à sauver le VfB Stuttgart de la relégation lors de la saison 2018-2019. Il joue les deux matchs de barrages face à l'Union Berlin (2-2 à l'aller et 0-0 au retour).
Après cette désillusion, Thomas Hitzlsperger, directeur sportif du VfB Stuttgart, déclare : "On le sait, ça va être difficile de le garder. Voyons ce qu'il se passe cet été. Nous pouvons construire une bonne équipe pour nous relever." La clause de 15M€ peut être activée grâce à la relégation, ce qui attire l’œil de beaucoup de clubs européens tels qu'Arsenal, Manchester United, Tottenham ou encore le Bayern Munich.

#### Schalke 04 (juin 2019)
Le 30 juin 2019, Ozan Kabak s’engage en faveur de Schalke 04 pour la somme de 15M€.
En septembre 2020, lors d'une rencontre contre le Werder Brême, Ozan Kabak crache en direction de Ludwig Augustinsson. Il écope pour ce geste de cinq matchs de suspension et d'une amende de 15 000 €.

#### Prêt à Liverpool (2021)
Le 1er février 2021, Kabak a signé pour Liverpool en prêt pour le reste de la saison 2020-21. L'accord était estimé à 1 million de livres sterling, avec potentiellement 500 000 livres supplémentaires en fonction des apparitions et des performances de Liverpool en Ligue des champions.

#### Prêt à Norwich City
Le 30 août 2021, Kabak est retourné en Angleterre pour rejoindre le Norwich City, récemment promu, dans le cadre d'un prêt d'une saison avec une option pour rendre le transfert permanent à la fin de la saison.

### TSG Hoffenheim
Le 23 juillet 2022, Kabak a rejoint le TSG Hoffenheim et a signé un contrat jusqu'au 30 juin 2026,,. Il dispose également d'une clause stipulant qu'il pourrait percevoir jusqu'à 8 millions d'euros en bonus.

### En sélection
Avec les moins de 16 ans, il est l'auteur d'un doublé contre la Macédoine en décembre 2015.
Avec les moins de 17 ans, il participe au championnat d'Europe des moins de 17 ans en 2017. Lors de cette compétition, il joue cinq matchs. Il s'illustre en inscrivant un but contre la Croatie lors du premier tour. La Turquie s'incline en demi-finale face à l'Angleterre. Il participe quelques mois plus tard à la Coupe du monde des moins de 17 ans organisée en Inde. Lors du mondial junior, il joue trois matchs. Il officie comme capitaine contre le Mali.
Le 24 mai 2019, il est convoqué par Şenol Güneş pour affronter la Grèce et l'Ouzbékistan en match amical, mais aussi pour affronter la France et l'Islande lors des éliminatoires de l'Euro 2020. Malheureusement, le 28 mai 2019, le sélectionneur décide de le retirer de l'équipe pour cause de blessure, il souffre notamment d'une fracture nasale.
Le 17 novembre 2019, Ozan Kabak fait ses débuts avec l'équipe nationale turque lors des éliminatoires de l'Euro 2020 face à Andorre à l'extérieur, il joue la totalité du match, la Turquie remporte le match 2 à 0.
Ozan Kabak est sélectionné par Vincenzo Montella pour participer à l'Euro 2024 en Allemagne. Cependant, le 4 juin 2024, lors d'un match de préparation face à l'Italie il se blesse grièvement à la 42e minute de jeu, on apprend plus tard qu'il souffre d’une rupture des ligaments croisés du genou droit qui l'écartera pendant plusieurs mois et qui de ce fait empêche sa participation à l'Euro.

## Statistiques
| Saison                | Club                  | Championnat           | Championnat | Championnat | Coupe(s) nationale(s) | Coupe(s) nationale(s) | Compétition(s) continentale(s) | Compétition(s) continentale(s) | Compétition(s) continentale(s) | Barrages | Barrages | Turquie | Turquie | Total | Total |
| Saison                | Club                  | Division              | M.          | B.          | M.                    | B.                    | Comp.                          | M.                             | B.                             | M.       | B.       | M.      | B.      | M.    | B.    |
| 2017-2018             | Galatasaray           | Süper Lig             | 1           | 0           | -                     | -                     | -                              | -                              | -                              | -        | -        | -       | -       | 1     | 0     |
| 2018-2019             | Galatasaray           | Süper Lig             | 13          | 0           | -                     | -                     | C1                             | 4                              | 0                              | -        | -        | -       | -       | 17    | 0     |
| Sous-total            | Sous-total            | Sous-total            | 14          | 0           | 0                     | 0                     | -                              | 4                              | 0                              | 0        | 0        | 0       | 0       | 18    | 0     |
| 2018-2019             | VfB Stuttgart         | Bundesliga            | 15          | 3           | -                     | -                     | -                              | -                              | -                              | 2        | 0        | -       | -       | 17    | 3     |
| Sous-total            | Sous-total            | Sous-total            | 15          | 3           | 0                     | 0                     | -                              | 0                              | 0                              | 2        | 0        | 0       | 0       | 17    | 3     |
| 2019-2020             | Schalke 04            | Bundesliga            | 26          | 3           | 2                     | 0                     | -                              | -                              | -                              | -        | -        | 1       | 0       | 29    | 3     |
| 2020-2021             | Schalke 04            | Bundesliga            | 14          | 0           | -                     | -                     | -                              | -                              | -                              | -        | -        | 6       | 0       | 20    | 0     |
| Sous-total            | Sous-total            | Sous-total            | 40          | 3           | 2                     | 0                     | -                              | 0                              | 0                              | 0        | 0        | 7       | 0       | 49    | 3     |
| 2020-2021             | Liverpool FC (prêt)   | Premier League        | 9           | 0           | -                     | -                     | C1                             | 4                              | 0                              | -        | -        | 5       | 0       | 18    | 0     |
| 2021-2022             | Norwich City (prêt)   | Premier League        | 11          | 0           | 1                     | 0                     | -                              | -                              | -                              | -        | -        | 5       | 0       | 17    | 0     |
| Sous-total            | Sous-total            | Sous-total            | 20          | 0           | 1                     | 0                     | -                              | 4                              | 0                              | 0        | 0        | 10      | 0       | 35    | 0     |
| 2022-2023             | TSG Hoffenheim        | Bundesliga            | 30          | 2           | 3                     | 2                     | -                              | -                              | -                              | -        | -        | 5       | 1       | 38    | 5     |
| 2023-2024             | TSG Hoffenheim        | Bundesliga            | 28          | 4           | 2                     | 0                     | -                              | -                              | -                              | -        | -        | 4       | 1       | 34    | 5     |
| Sous-total            | Sous-total            | Sous-total            | 58          | 6           | 5                     | 2                     | -                              | 0                              | 0                              | 0        | 0        | 9       | 2       | 72    | 10    |
| Total sur la carrière | Total sur la carrière | Total sur la carrière | 147         | 12          | 8                     | 2                     | -                              | 8                              | 0                              | 2        | 0        | 26      | 2       | 191   | 16    |

## Palmarès

### En club
| Galatasaray SK - Champion de Turquie en 2018 |

### Distinctions personnelles
- Rookie du mois du championnat d'Allemagne en mars 2019
- Rookie of the year (meilleur espoir de la saison) du championnat d'Allemagne en 2019